# Lean on Pete
Lean on Pete es una película dramática coming-of-age británica de 2017 escrita y dirigida por Andrew Haigh, basada en la novela homónima de Willy Vlautin. Está protagonizada por Charlie Plummer, Travis Fimmel, Chloë Sevigny y Steve Buscemi, y sigue a un chico de 15 años del noroeste de Estados Unidos, que comienza a trabajar en un establo y se hace amigo de un caballo de carreras.
Se proyectó en la sección principal de competición del 74º Festival Internacional de Cine de Venecia, donde Plummer ganó el Premio Marcello Mastroianni al mejor actor joven. Fue lanzada en los Estados Unidos el 6 de abril de 2018, por A24, antes de su apertura en el Reino Unido el 4 de mayo de 2018, por Curzon Artificial Eye. Recibió críticas muy positivas, con elogios hacia su dirección, guion, cinematografía y actuación de Plummer. La National Board of Review la nombró una de las diez mejores películas independientes de 2018.

## Trama
Mientras corre por la mañana a una pista de carreras, Charley Thompson, un joven de 15 años que vive con su disfuncional padre soltero Ray en Portland, Oregon, encuentra un trabajo ocasional cuidando un caballo de carreras llamado «Lean on Pete». El dueño de Pete, Del, es un hombre irritable que asigna todo el trabajo pesado de cuidar los caballos a Charley, pero intenta crear vínculos regalándole a Charley un par de botas y enseñándole modales en la mesa. Charley se sincera sobre no conocer a su madre biológica y cómo su padre no le permite ver a la tía Margy, su única figura materna.
Una noche, un hombre samoano irrumpe en la casa de Charley y ataca a Ray por acostarse con su esposa. Ray es empujado a través de una puerta de vidrio y resulta gravemente herido, y los fragmentos de vidrio penetran desde su abdomen hasta sus entrañas. En el hospital, un médico le informa a Charley que Ray sufre una infección grave (septicemia) causada por sus heridas intestinales. A pesar de la insistencia de Charley en permanecer a su lado, Ray lo anima a continuar con su trabajo con Del.
Bonnie, la mejor jockey de Del, corre con Pete y gana, pero se da cuenta de que Pete se está volviendo demasiado mayor para competir y pronto será vendido en México para ser sacrificado. Al regresar a casa después de la carrera, el médico le informa a Charley que Ray sucumbió a su infección y murió. Charley recibe el cinturón de Ray y sale corriendo del hospital antes de que puedan llamar a los Servicios Sociales para que lo recojan. La noche siguiente, Pete pierde su carrera y es vendido al matadero. Charley se enfrenta a Del, quien ignora su solicitud de comprar a Pete. Charley toma las llaves de Del y roba a Pete, junto con la camioneta, y se dirige a Wyoming en busca de su tía Margy.
Después de unos días de viaje, Charley pronto se queda sin dinero y roba gasolina y comida para sobrevivir. El camión se avería en la carretera y continúa a pie por el desierto con Pete. Juntos, se topan con la casa de Mike y Dallas, dos veteranos del ejército que le ofrecen comida y refugio. Charley no se siente cómodo quedándose con Mike y Dallas y recarga su suministro de agua y se va en medio de la noche con Pete. Al día siguiente, Pete se asusta con las motocicletas y corre por el desierto hacia una carretera donde lo atropella un automóvil y lo mata. Charley lamenta la muerte de Pete, la policía llega, pero huye de la escena antes de que la policía o los servicios de protección infantil puedan llevárselo.
Después de llegar a una nueva ciudad, Charley irrumpe en una casa en busca de agua y lava su ropa. Vaga por las calles antes de ser acogido por una pareja de personas sin hogar llamados Silver y Martha; Silver se burla de los intentos de Charley de encontrar trabajo. A pesar de su apariencia desaliñada, Charley encuentra trabajo como pintor de casas y ahorra suficiente dinero para llegar a Wyoming. Silver ataca a Charley, le roba el dinero y lo echa de su tráiler. Charley obtiene una palanca de un vehículo abandonado cercano, golpea a Silver y recupera su dinero, luego huye del lugar. Compra un billete de autobús y llega a Laramie, Wyoming. Va a la única biblioteca pública de la ciudad y se reúne con su tía Margy.
Esa noche, Charley visita la habitación de la tía Margy después de luchar por conciliar el sueño. Confiesa los crímenes que cometió a lo largo de su viaje y revela que sufre pesadillas en torno a la muerte de Pete y Ray. La tía Margy consuela a Charley mientras él rompe a llorar. Algún tiempo después, Charley sale a correr por la ciudad por la mañana y se detiene para admirar su nuevo vecindario.

## Reparto
- Charlie Plummer como Charley Thompson.
- Travis Fimmel como Ray Thompson, el padre de Charley.
- Chloë Sevigny como Bonnie.
- Steve Buscemi como Del Montgomery.
- Steve Zahn como Silver.
- Amy Seimetz como Lynn, la amante de Ray.
- Teyah Hartley como Laurie.
- Alison Elliott como la tía Margy.
- Justin Rain como Mike.
- Lewis Pullman como Dallas.
- Frank Gallegos como Santiago.
- Julia Prud'homme como Ruby.
- Kurt Conroyd como el enfermero.
- Bob Olin como Mr. Kendall.
- Rachael Perrell Fosket como Martha.
- Jason Rouse como Mitch.
- Thomas Mann como Lonnie.

## Producción
En mayo de 2015 se anunció que Andrew Haigh escribiría y dirigiría la película, basada en la novela homónima. Tristan Goligher sería el productor con su compañía The Bureau junto a la productora Film4 Productions. En julio de 2016 Steve Buscemi se unió al reparto para interpretar el papel de Del. Ese mismo mes se sumaron Chloë Sevigny, Travis Fimmel y Charlie Plummer en el papel principal. En septiembre de 2016, Steve Zahn, Amy Seimetz y Thomas Mann se unieron al reparto.
James Edward Barker compuso la banda sonora.

### Rodaje
La fotografía principal comenzó en agosto de 2016 en Portland, Oregón, y Burns, Oregón. La filmación terminó en septiembre del mismo año. Entre las locaciones se encontraba el hipódromo de Portland Meadows, llamado Portland Downs en la película.

### Posproducción
Durante la posproducción de la película, el personaje de Thomas Mann fue eliminado del metraje final.

## Estreno
En mayo de 2016, A24 y Curzon Artificial Eye adquirieron los derechos de distribución en Estados Unidos y Reino Unido, respectivamente. La película tuvo su estreno mundial en el Festival Internacional de Cine de Venecia el 1 de septiembre de 2017. También se proyectó en el Festival Internacional de Cine de Toronto el 10 de septiembre de 2017 y en el Festival de Cine de Londres el 5 de octubre de 2017.
Inicialmente, la película estaba programada para estrenarse en Estados Unidos el 30 de marzo de 2018, sin embargo, se retrasó una semana hasta el 6 de abril y se estrenó en el Reino Unido el 4 de mayo de 2018.

## Recepción

### Crítica

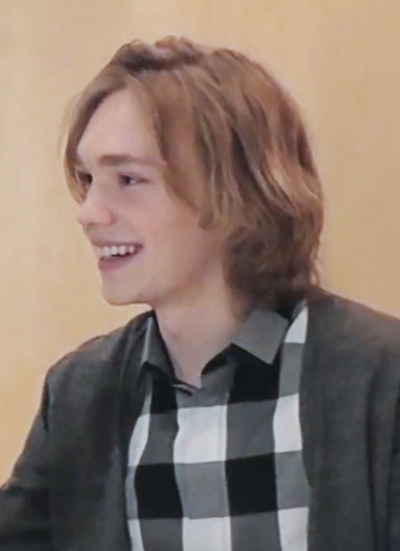
Charlie Plummer recibió elogios de la crítica por su interpretación de Charley Thompson.

Lean on Pete recibió críticas muy positivas. En Rotten Tomatoes, la tiene un índice de aprobación del 90 % según 190 reseñas, con una calificación promedio de 7,9/10. El consenso crítico del sitio web dice: «Lean on Pete evita el melodrama empalagoso y ofrece un retrato empático pero claro de un joven en una encrucijada que confirma a Charlie Plummer como un gran talento». En Metacritic, la película tiene una puntuación media de 80 sobre 100, basada en 44 críticas, lo que indica «críticas generalmente favorables».
Brian Tallerico, de RogerEbert.com, le dio a la película tres estrellas y media y dijo: «Me maravillé de la profundidad humanista del mundo que crea Haigh, uno que solo puede ser interpretado por un gran escritor y director, que está cerca de la cima de su carrera». Austin Dale, de INTO, nombró la película como la mejor de 2018, aunque lamentó sus modestos resultados de taquilla, calificándola como «tanto la película más estadounidense del año como la más difícil de vender».
Charlie Plummer fue ampliamente elogiado por su actuación, y Stephanie Zacharek, de Time, escribió que «la gracia no estudiada es el mayor regalo de la película». La dirección de Haigh y la cinematografía de Magnus Joenck fueron igualmente elogiadas, y Jeffrey Bloomer de Slate destacó cómo la película «poco a poco se convierte en una fascinante crónica de supervivencia» y captura momentos que son «de observación, estoicos, pero también silenciosamente tiernos».
Los críticos acogieron con agrado que Lean on Pete se alejara de otras cintas del tipo «el niño y su caballo», aunque otros notaron que la implacable trama puede resultar demasiado deprimente para algunas audiencias. Leah Greenblatt, de Entertainment Weekly, escribió: «A medida que la situación de Charley se vuelve cada vez más precaria, la película también se convierte en una meditación no sólo sobre lo que es vivir en los márgenes sociales y económicos en Estados Unidos, sino también sobre lo fácil que es escaparse por completo de las grietas. Eso puede parecer un cebo para los espectadores por una alentadora trama del niño y su caballo, pero Pete no es una especie de cuento de hadas; en cambio, es algo mucho más triste, mejor y más real».

### Premios y nominaciones
| Año  | Premio                                      | Categoría                                 | Receptor               | Resultado     | Ref.          |
| ---- | ------------------------------------------- | ----------------------------------------- | ---------------------- | ------------- | ------------- |
| 2017 | Les Arcs Film Festival                      | Mejor actor                               | Charlie Plummer        | Ganador       | [ 34 ]        |
| 2017 | Les Arcs Film Festival                      | Mejor cinematografía                      | Magnus Nordenhof Jønck | Ganador       | [ 34 ]        |
| 2017 | Les Arcs Film Festival                      | Mejor banda sonora original               | James Edward Barker    | Ganador       | [ 34 ]        |
| 2017 | Les Arcs Film Festival                      | Flecha de cristal                         | Lean on Pete           | Ganadora      | [ 34 ]        |
| 2017 | Festival de Cine de Londres                 | Mejor película                            | Lean on Pete           | Candidata     | [ 35 ]        |
| 2017 | Festival Internacional de Cine de Venecia   | León de Oro                               | Lean on Pete           | Candidata     | [ 36 ]        |
| 2017 | Festival Internacional de Cine de Venecia   | Premio Marcello Mastroianni               | Charlie Plummer        | Ganador       | [ 36 ]        |
| 2018 | Premios del Cine Independiente Británico    | Mejor actor                               | Charlie Plummer        | Candidato     | [ 37 ]        |
| 2018 | Premios del Cine Independiente Británico    | Mejor actor de reparto                    | Steve Buscemi          | Candidato     | [ 37 ]        |
| 2018 | Premios del Cine Independiente Británico    | Mejor director                            | Andrew Haigh           | Candidato     | [ 37 ]        |
| 2018 | Premios del Cine Independiente Británico    | Mejor cinematografía                      | Magnus Nordenhof Jønck | Candidato     | [ 37 ]        |
| 2018 | Círculo de Críticos de Cine de Dublín       | Mejor actor                               | Charlie Plummer        | Ganador       | [ 38 ]        |
| 2018 | Greater WNY Film Critics Association Awards | Mejor actor                               | Charlie Plummer        | Candidato     | [ 39 ]        |
| 2018 | Heartland International Film Festival       | Truly Moving Picture                      | Lean on Pete           | Ganadora      | [ 40 ]        |
| 2018 | Indiana Film Journalists Association        | Mejor actor                               | Charlie Plummer        | Candidato     | [ 41 ]        |
| 2018 | Sociedad Internacional de Cinéfilos         | Mejor película no estrenada en 2017       | Lean on Pete           | Ganadora      | [ 42 ]        |
| 2018 | International Online Cinema Awards          | Mejor actor                               | Charlie Plummer        | Candidato     | [ 43 ]        |
| 2018 | Festival de Cine de Jerusalén               | Mejor película internacional              | Lean on Pete           | Candidata     | [ 44 ]        |
| 2018 | Luxembourg City Film Festival               | Premio del Jurado Juvenil                 | Lean on Pete           | Ganadora      | [ 45 ] [ 46 ] |
| 2018 | Luxembourg City Film Festival               | Grand Prix                                | Lean on Pete           | Candidata     | [ 45 ] [ 46 ] |
| 2018 | National Board of Review                    | Las diez mejores películas independientes | Lean on Pete           | Incluida      | [ 47 ]        |
| 2018 | Sociedad de Críticos de Cine de San Diego   | Mejor cinematografía                      | Magnus Nordenhof Jønck | Candidato     | [ 48 ]        |
| 2018 | Sociedad de Críticos de Cine de San Diego   | Mejor artista nuevo                       | Charlie Plummer        | Segundo lugar | [ 48 ]        |
| 2018 | World Soundtrack Awards                     | Public Choice Award                       | James Edward Barker    | Candidato     | [ 49 ]        |
| 2019 | Premios Chlotrudis                          | Mejor actor                               | Charlie Plummer        | Candidato     | [ 50 ]        |
| 2019 | CinEuphoria Awards                          | Las diez mejores del año                  | Lean on Pete           | Ganadora      | [ 51 ]        |
| 2019 | CinEuphoria Awards                          | Mejor película                            | Lean on Pete           | Candidata     | [ 51 ]        |
| 2019 | National Film Awards UK                     | Mejor película independiente              | Lean on Pete           | Candidata     | [ 52 ]        |
| 2019 | National Film Awards UK                     | Mejor actor de reparto                    | Steve Buscemi          | Candidato     | [ 52 ]        |